# Луций Юний Модерат Колумела
Луций Юний Модерат Колумела (на латински: Lucius Iunius Moderatus Columella) е римски писател агроном.
Колумела е роден в Гадес, Бетика (дн. Кадис, Испания). Живее повечето време в Италия и притежава чифлик близо до Рим. През младите си години служи в римската войска и е стациониран в Сирия и Киликия.
Колумела пише по времето на император Клавдий произведение за селското стопанство, градинарството и отглеждането на дървета в 12 книги (De re rustica), което е едно от най-значимите запазени произведения от римско време.
Вероятно преди това е написал De arboribus (За дърветата), от което е запазена втората книга.

## Издания
- L. I. M. Columellae De re rustica libri XII. Will Richter, München 1981–1983, mit Indices Bd. III 659–739, Rolf Heine
- L. Iuni Moderati Columellae, Res Rustica. Incerti auctoris Liber de arboribus. Recognovit brevique adnotatione critica instruxit R. H. Rodgers. Oxford: University Press 2010, ISBN 978-0-19-957119-2 (SCBO)
- De re rustica / L. Junius Moderatus Columella. Heinrich Oesterreicher. Hrsg. Karl Löffler. – Tübingen: Litterar. Verein in Stuttgart, 1914. 2 Bände. Digital, Universitäts- und Landesbibliothek Düsseldorf